# Araneus annuliger
Araneus annuliger este o specie de păianjeni din genul Araneus, familia Araneidae. A fost descrisă pentru prima dată de Thorell, 1898.
Este endemică în Myanmar. Conform Catalogue of Life specia Araneus annuliger nu are subspecii cunoscute.